# Coral Buttsworth
Coral Annabell Buttsworth, de soltera Coral McInnes, (Jones Island, Nova Gal·les del Sud, 7 de juny de 1900 − Hazelbrook, Nova Gal·les del Sud, 20 de desembre de 1985) fou una tennista australiana.

## Torneigs de Grand Slam

### Individual: 3 (2−1)
| Resultat   | Núm. | Any  | Campionat                    | Oponent               | Marcador      |
| ---------- | ---- | ---- | ---------------------------- | --------------------- | ------------- |
| Guanyadora | 1.   | 1931 | Australian Championships     | Marjorie Cox Crawford | 1−6, 6−3, 6−4 |
| Guanyadora | 2.   | 1932 | Australian Championships (2) | Kathleen Le Messurier | 6−4, 9−7      |
| Finalista  | 1.   | 1933 | Australian Championships     | Joan Hartigan         | 4−6, 3−6      |

### Dobles femenins: 1 (1−0)
| Resultat   | Núm. | Any  | Campionat                | Parella               | Oponents                             | Marcador |
| ---------- | ---- | ---- | ------------------------ | --------------------- | ------------------------------------ | -------- |
| Guanyadora | 1.   | 1932 | Australian Championships | Marjorie Cox Crawford | Dorothy Weston Kathleen Le Messurier | 6−2, 6−2 |